# ワット・プラチェートゥポンウィモンマンカラーラーム

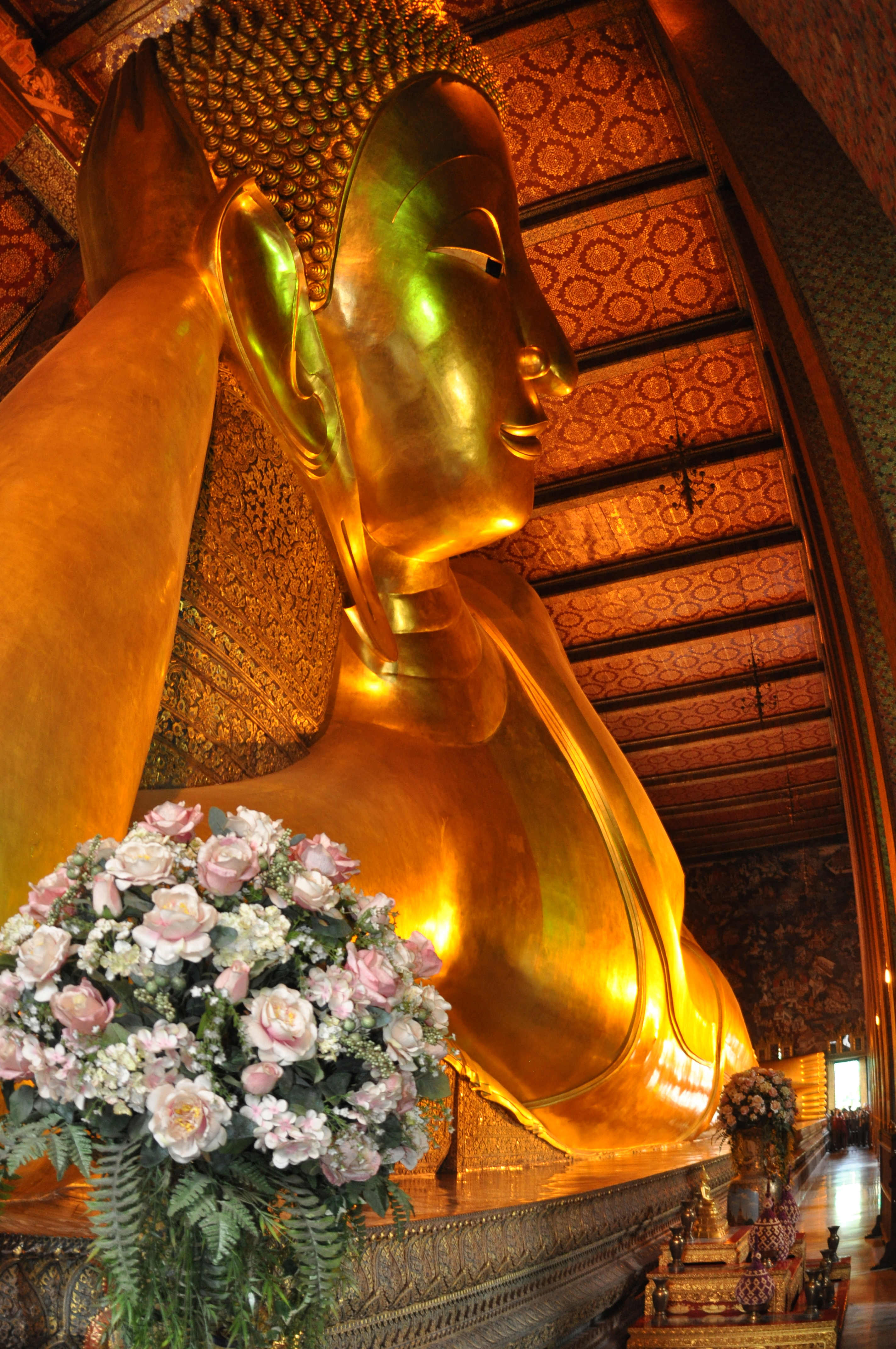
涅槃仏

ワット・プラチェートゥポンウィモンマンカラーラーム＝ラーチャウォーラマハーウィハーン（タイ語: วัดพระเชตุพนวิมลมังคลารามราชวรมหาวิหาร, Wat Phra Chetuphon Vimolmangklararm）はワット・ポー（タイ語: วัดโพธิ์、「菩提の寺」の意）の名で有名なタイのバンコク・プラナコーン区にある王室寺院。黄金に輝く巨大な涅槃仏があり、涅槃寺と呼ばれる事もある。
バンコクで最大の最も古くからある寺院でもあり、敷地面積は50ライ（約80,000m2）を有する。寺院の構造は2つに分かれており、本堂や図書室などを中心とする北部分と、小道をはさんだ南部分には庫裏がある。一般公開されているのは北側の部分のみである。
チャクリー王朝開始以来、王族の庇護を背景に発展した。敷地内の仏塔は王や王族の墓のようなものである。また、タイで初めての市民大学としてタイの歴史、美術、文学、医学の知識を記録している
中国の文化とタイの文化の混合様式の代表的な建築の一つとして知られ、仏塔には中国製の陶器の破片がはめられており、中庭には中国の様式を持った像などを飾っている。

## ワット・ポー伝統医学校
1831年にラーマ三世王（在位1824-51年）は寺院の改修工事を命じ、各方面の知識を収集させたと伝えられており、タイ初の大学であるといわれる。医学の分野では、薬草の調合法、マッサージのポイントを示した人体図、「ルーシーダットン」という健康体操の姿勢を模した像が造形的に残されている。
現在、タイ古式マッサージなどのタイ式医療の学校ワット・ポー伝統医学校（ワット・ポー・トラディショナル・メディカル・スクール：WTS）が敷地内にある。外国人に人気で、近年では生徒の8割は外国人である。マッサージ師に対して技能があることを認める証明書や、その証明書を発行する権利をマッサージの教師に発行している。これは公的な資格のないマッサージ業界において、マッサージ師の地位向上に大きく役立っている。また、スクールの学生によるマッサージサービスを受けることができる。下記公式ホームページによれば現在スクールは本校・サーラーヤー校・チャーンワッタナ校・チエンマイ校の4校ある。